# 産直限定!通販バトル
『産直限定!通販バトル』（さんちょくげんてい つうはんバトル）は、一部テレビ東京系列局で放送されていたテレビ東京製作のバラエティ番組である。全17回。製作局のテレビ東京では2003年4月15日から同年8月19日まで、毎週火曜 20:00 - 20:54 （日本標準時）に放送。

## 概要
各回のテーマに従って日本各地から取り寄せた複数の商品を出品し、それらの提供者自身に商品の売り込みをさせていた生放送番組。視聴者からの購入申込数が多かった方を当日のテレビショッピング対象商品にしていた。出品数は6月10日放送分までは2つだったが、6月17日放送分で3つになり、さらに6月24日放送分で5つになった。以後は最終回まで5つもしくは6つの商品を出品していた。
この番組はテレビ東京系列局の殆どで放送されていたが、同時間帯に『火曜スペシャル なにコレ!?』を放送していたテレビ大阪では未放送だった。また、TVQ九州放送でも『TVQスーパースタジアム』への差し替えが行われていた。

## 出演者

### 司会
- 大塚範一
- 今田耕司
- 中山エミリ

### ナレーター
- 広中雅志[3]

## 放送局
| 放送対象地域   | 放送局         | 系列           | 放送日時           | 備考                  |
| -------------- | -------------- | -------------- | ------------------ | --------------------- |
| 関東広域圏     | テレビ東京     | テレビ東京系列 | 火曜 20:00 - 20:54 | 製作局                |
| 北海道         | テレビ北海道   | テレビ東京系列 | 火曜 20:00 - 20:54 | 2003年4月15日から放送 |
| 愛知県         | テレビ愛知     | テレビ東京系列 | 火曜 20:00 - 20:54 | 同時ネット            |
| 岡山県・香川県 | テレビせとうち | テレビ東京系列 | 火曜 20:00 - 20:54 | 同時ネット            |